# باشکو
باشکو (به مجاری: Baskó) یک شهرداری در مجارستان است که در بورشود-آبااوی-زمپلن واقع شده‌است. باشکو ۲۹٫۶۴ کیلومتر مربع مساحت و ۲۱۸ نفر جمعیت دارد.